# Vicia benghalensis
La arveja roja (Vicia benghalensis) es una especie de la familia de las fabáceas.

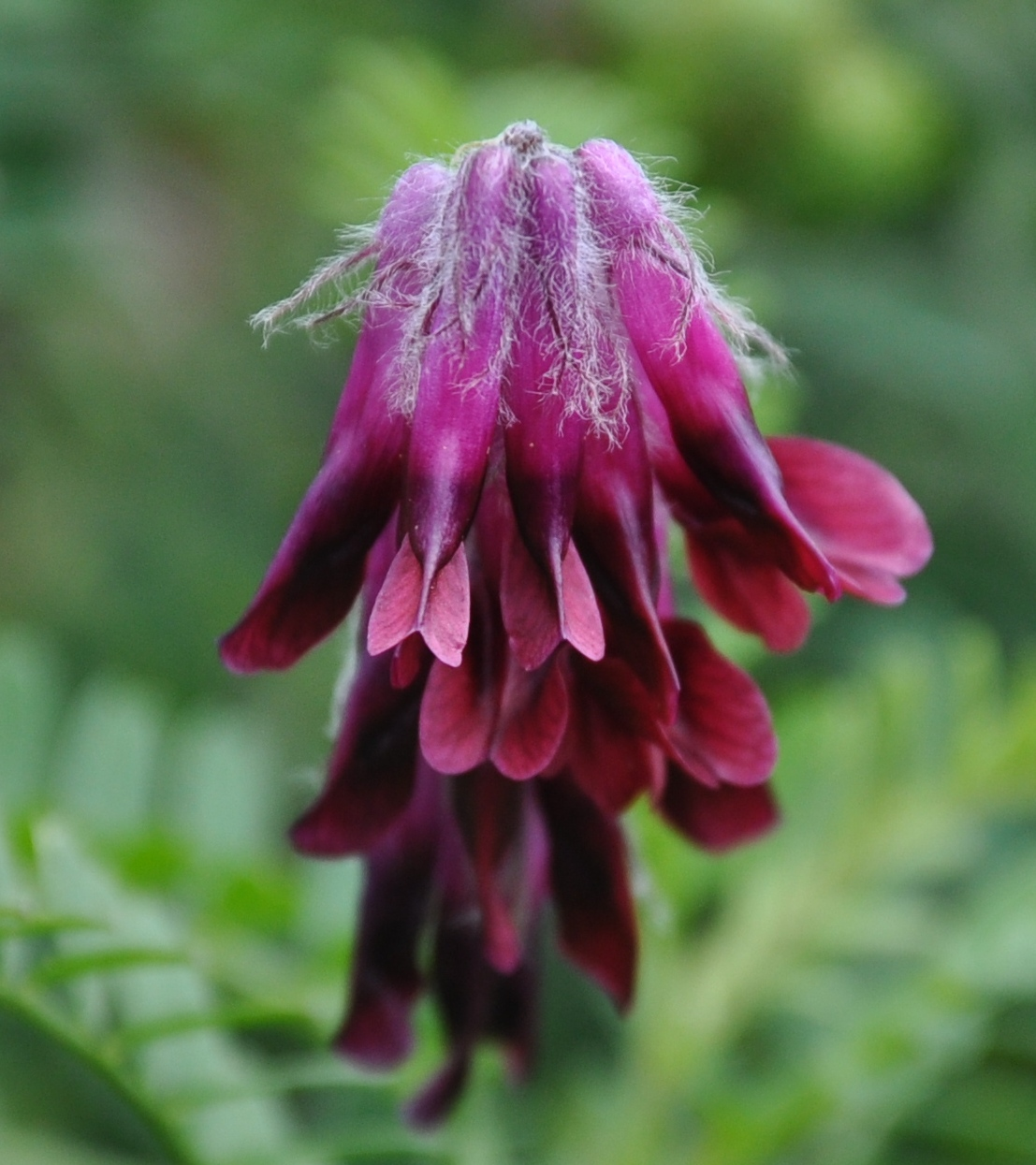
Detalle de la flor

## Descripción
Es planta trepadora sobre otras plantas. Las hojas son compuestas por 10 pares de folíolos, de hasta 3 cm de longitud. Tallos y hojas pelosos, sobre todo en la parte superior. 
Forma unas inflorescencias unilaterales, con flores que se abren todas al mismo tiempo; flores de color rosado púrpura o rojizo con el ápice más oscuro y la base pálida, también muy pelosas. Floración primaveral.

## Distribución y hábitat
Es nativa del sur de Europa, del Mediterráneo del norte de África e islas cercanas. Introducida  en Canarias y en California. Habita en  ribazos, lugares con hierba cerca del mar y en márgenes de caminos.

## Taxonomía
Vicia benghalensis fue descrita por Carlos Linneo y publicado en Species Plantarum 2: 736. 1753.
Citología
Número de cromosomas de Vicia benghalensis (Fam. Leguminosae) y táxones infraespecíficos: n=7; 2n=14
Etimología
Vicia: nombre genérico que deriva del griego bíkion, bíkos, latinizado vicia, vicium = la veza o arveja (Vicia sativa L., principalmente).
benghalensis: epíteto geográfico que alude a su localización en Bengala.
Sinonimia:
- Cracca atropurpurea (Desf.) Gren. & Godr.
- Vicia atropurpurea Desf.[4]

## Nombre común
- Castellano: alberjacón, alverjanas, alverjilla de Bengala, arbejancas, arbenjacón, veza púrpura.[5]